# Charles Scott Richardson
Charles Scott (C. S.) Richardson (geb. 1955 in Regina) ist ein kanadischer Romancier und Buchgestalter. 
Sein Roman Das Ende des Alphabets gewann 2008 den Commonwealth Writers’ Prize for Best first Book, Canada & the Caribbean. Er wurde mehrfach mit dem Alcuin Society Award ausgezeichnet.
C. S. Richardson ist Vizepräsident und Creative Director bei Random House of Canada und lebt in Toronto. 

## Bücher
- End of the Alphabet. Random House, 2007, ISBN 978-0-385-52255-7.
  - Das Ende des Alphabets. Piper-Verlag 2007, ISBN 978-3-492-05065-4
- The Emperor of Paris. Doubleday Canada, 2012, ISBN 978-0385670906
  - Eines Morgens in Paris. Atlantik-Verlag 2014, ISBN 978-3-455-60013-1

| Personendaten    | Personendaten                           |
| ---------------- | --------------------------------------- |
| NAME             | Richardson, Charles Scott               |
| ALTERNATIVNAMEN  | Richardson, C. S.                       |
| KURZBESCHREIBUNG | kanadischer Romancier und Buchgestalter |
| GEBURTSDATUM     | 1955                                    |
| GEBURTSORT       | Regina                                  |